# Сара Олгуд
Сара Олгуд (енгл. Sara Allgood) је била ирска глумица, рођена 31. октобра 1883. године у Даблину (Ирска), а преминула 13. септембра 1950. године у Вудланд Хилсу (Калифорнија).

## Филмографија
| Улоге Сара Олгуд |                                 |               |                       |          |
| Година           | Српски назив                    | Изворни назив | Улога                 | Напомена |
| 1941.            | Леди Хамилтон                   |               | госпођа Кадогон-Лајон |          |
| 1941.            | Како је била зелена моја долина |               | госпођа Морган        |          |
| 1943.            | Џејн Ејр                        |               | Беси                  |          |